# Irmãos Strause

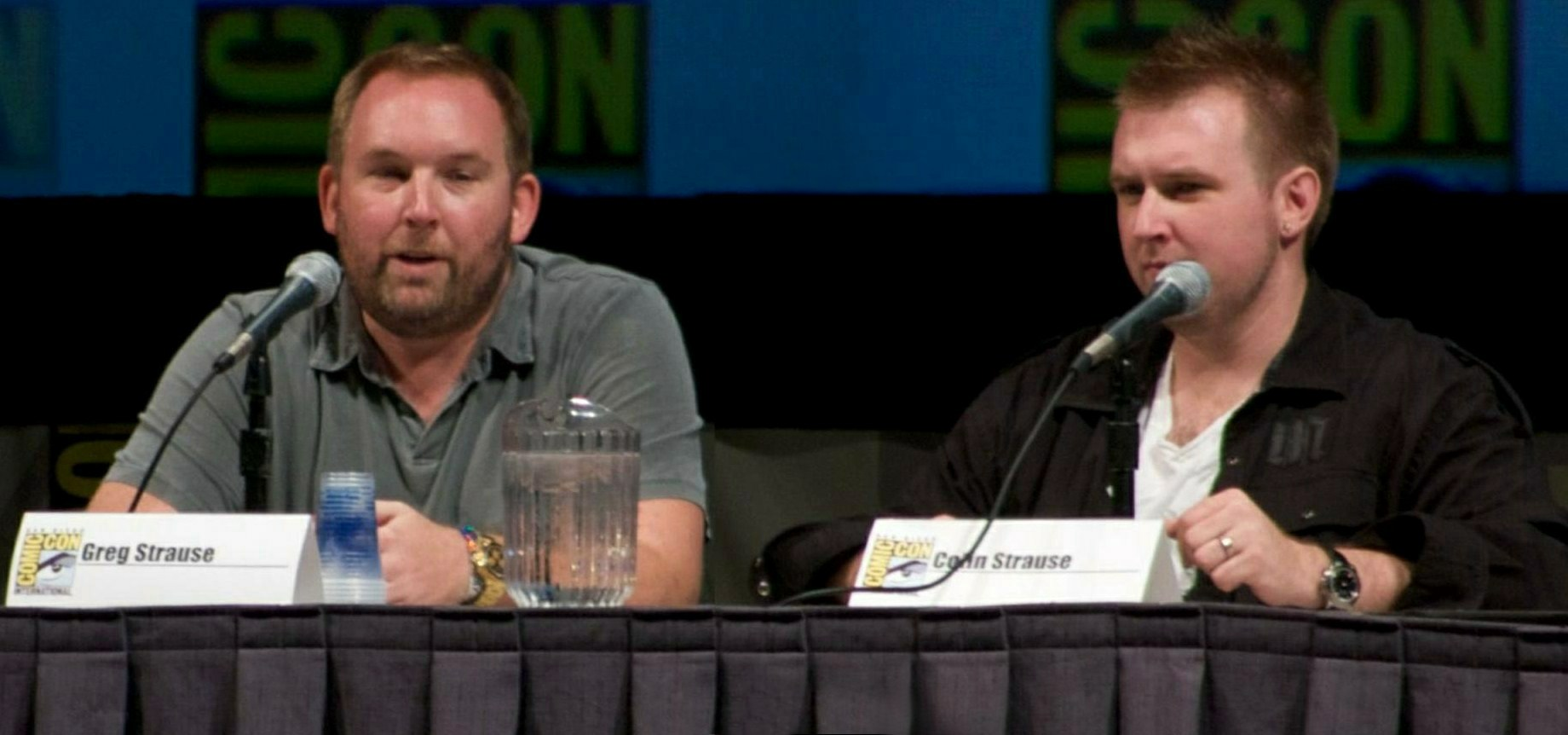
Greg e Colin Strause

Os irmãos Strause são uma dupla de diretores irmãos estadunidenses, formada por Greg e Colin Strause. Eles também são artistas de efeitos especiais e foram criados nos subúrbios de Chicago, tendo iniciado suas carreiras profissionais em 1995, na cidade de Los Angeles. Têm participação em diversos filmes e clipes, com destaque para Titanic e Alien.

## Filmografia

### Filmes
- Aliens vs. Predator: Requiem (2007)
- Skyline (2010)